# Kleopatra (Gattin des Gessius Florus)
Kleopatra war die Gattin des römischen Prokurators von Judäa, Gessius Florus.
Kleopatra war eine Freundin von Poppäa Sabina, der zweiten Gemahlin des römischen Kaisers Nero. Sie nutzte diese Beziehung, um ihrem Gatten das Amt eines Prokurators von Judäa zu verschaffen. Als Gessius Florus sich 64 n. Chr. in die ihm zugewiesene Provinz begab, schloss Kleopatra sich ihm an. Über ihr weiteres Schicksal ist nichts überliefert.